# أنس نجاح
أنس نجاح - Anass Najah من مواليد 16 شتنبر 1997. هو لاعب كرة قدم هولندي من أصل مغربي , يلعب مع فريق Telstar
و هو أخ اللاعب عماد نجاح

## وصلات خارجية
- أنس نجاح على موقع قاعدة بيانات كرة القدم.إي يو (الإنجليزية)
- أنس نجاح على موقع Soccerway.com (الإنجليزية)
- أنس نجاح على موقع عالم كرة القدم.نت (الإنجليزية)